# Idaea reversata
Idaea reversata är en fjärilsart som beskrevs av Treitschke 1828. Idaea reversata ingår i släktet Idaea och familjen mätare. Inga underarter finns listade i Catalogue of Life.